# 라이프치히 대학교
라이프치히 대학교(독일어: Universität Leipzig)는 독일의 라이프치히에 있는 대학교이다. 동독 시절에는 카를 마르크스 대학으로 불렸다.

## 개요
신학자 얀 후스 등에 의한 체코인 수당에 항의해 프라하 대학교를 일제히 떠난 독일인 교수와 학생을 받아들이기 위하여 마이센 변경 백작 프리드리히 4세가 승인을 하여 1409년 개교했다. 독일에서는 1386년에 설립된 하이델베르크 대학교에 다음가는 역사와 전통을 가지고 있다.
한때 이 대학에서 교편을 잡고 적이 있는 유명 인사로는 역사학자 테오도어 몸젠, 화학자 빌헬름 오스트발트, 물리학자 베르너 하이젠베르크와 구스타프 헤르츠, 실험심리학을 확립한 심리학자 빌헬름 분트, 클라인 병으로 유명한 수학자 펠릭스 클라인, 뫼비우스의 띠로 유명한 수학자 뫼비우스 등이 있다.
또한 여기에서 배운 적이 있는 유명 인사로, 철학자이자, 작가인 괴테 및 니체 , 작곡가인 슈만 및 바그너, 사학자 란케 , 극작가 고트홀트 에프라임 레싱, 사회학자인 에밀 뒤르켐, 탐험가인 아우렐 스타인 등을 들 수 있다. 전 독일 총리 앙겔라 메르켈도 여기에서 물리학을 전공했다.
또한 라이프치히 대학에서 가장 유명한 대학은 의대라고 알려져 있으며, 어윈 폰 발츠를 비롯한 많은 유명인들이 이곳에서 독일 의학을 배웠다.